# خيري حماد
خيري حماد (1913- 1972) هو كاتب ومترجم، وصحفي فلسطيني. ولد في نابلس، أنهى دراسته الابتدائية والثانوية في مدرسة الصلاحية بنابلس، وتخرج بكلية القدس العربية، ثم نال شهادة الاجتياز للتعليم العالي وانتسب للجامعة الأميركية في بيروت عام 1933، وحصل على شهادة البكالوريوس في الآداب عام 1936، أمضى خمس سنوات معلماً في العراق في ثانويات بغداد والبصرة والسليمانية، ثم انتقل من التعليم للصحافة، وساهم في التحرير والكتابة في عدة صحف ومنها صحيفة الاستقلال، مع نخبة من أصحاب الأقلام الوطنية ليكونوا أسرة تحرير متميزة في الصحيفة، والتي تولى رئاسة تحريرها عام 1941، ثم سُجن بسبب مقالاته، عاد إلى فلسطين بعد إطلاق سراحه، وبعدها دمشق وفيها ترجم الكثير من الكتب عن الإنكليزية والفرنسية. وثم ذهب إلى بيروت عام 1955 وتنقل بين بيروت ودمشق حتى انتقاله الى القاهرة عام 1962 وتفرغ للتأليف والترجمة حتى توفي في القاهرة على أثر نوبة قلبية.
نال وسام الاستحقاق من الجمهورية العربية المتحدة تقديراً لجهوده في رفد الخزانة العربية بمئة وعشرين كتاباً بين مؤلف ومترجم.

## عضوية ومناصب
شغل حماد عدة مناصب خلال فترة حياته منها:
- رئيس تحرير جريدة استقلال اليومية عام 1941.
- رئيس تحرير جريدة الدفاع 1943 - 1946.
- أصدر مجلة أسبوعية (المستقبل) واستمرت في الصدور حتى عام 1948.
- رئيس تحرير جريدة الوحدة عام 1951.
- مساعد مدير المطبوعات، ثم مديراً عاماً للمطبوعات..
- مراسل لعدد من الصحف الأجنبية في بيروت منذ 1955.
- مراسل صحفي في دمشق للصحافة الأجنبية عام 1957.

## آثاره
من آثاره «أعمدة الاستعمار البريطاني السبعة»، و«التطورات الأخيرة في قضية فلسطين».
| ت  | العنوان | تاريخ النشر | المرجع |
| -- | --- | ----------- | ------ |
| 1  | أزمة: القصة السرية لمؤامرة السويس |             |        |
| 2  | أسس الاقتصاد السياسي في الاشتراكية الماركسية |             |        |
| 3  | أعمدة الاستعمار البريطاني في الوطن العربي |             |        |
| 4  | ابعاد المعركة مع اسرائيل والاستعمار |             |        |
| 5  | اخضاع النيل لارادة الانسان: السد العالي في اسوان                                                                                                  |             |        |
| 6  | ادعاءات اسرائيل بين الحق التاريخي وحق السيادة على الأقلية العربية وممتلكات العرب في اسرائيل                                                       |             |        |
| 7  | اضواء وآراء في القومية والحرية.. والاشتراكية.. |             |        |
| 8  | الأمير |             |        |
| 9  | الانسان عند الغزالي |             |        |
| 10 | التطورات الاخيرة في قضية فلسطين |             |        |
| 11 | الجديد في التحليل السياسي |             |        |
| 12 | الجزائر الثائرة |             |        |
| 13 | الحب الأول |             |        |
| 14 | الحرب العالمية الثانية: وجهة النظر السوفيتية |             |        |
| 18 | الخدمة العسكرية من أجل السلام: مذكرات كبير مراقبي الهدنة                                                                                          |             |        |
| 19 | الرأسمالية والاشتراكية والديمقراطية |             |        |
| 20 | السياسة بين أصدقائها وأعدائها |             |        |
| 21 | السياسة بين الأمم: الصراع من اجل السلطان والسلام                                                                                                  |             |        |
| 22 | الصحراء الكبرى: أرض الغد المشرق للجزائر العربية                                                                                                   |             |        |
| 23 | الصهيونية: جذورها ونشأتها وأهدافها |             |        |
| 24 | الطريق الى السويس |             |        |
| 25 | الفتوحات العربية الكبرى |             |        |
| 26 | الفردية قديماً وحديثاً |             |        |
| 27 | النادي الفلسطيني العربي بالقاهرة: 119 شارع رميس                                                                                                   |             |        |
| 28 | اليمن من الباب الخلفي |             |        |
| 29 | اليهودي العالمي: المشكلة الاولى التي تواجه العالم                                                                                                 |             |        |
| 30 | بنيتوموسوليني |             |        |
| 31 | تاريخ المانيا الهتلرية: نشأة وسقوط الرايخ الثالث                                                                                                  |             |        |
| 32 | ثورة النظام الاقتصادي في مصر من المشروعات الخاصة الى الاشتراكية                                                                                   |             |        |
| 33 | دفاعا عن فلسطين والجزائر |             |        |
| 34 | رأى في الثورات |             |        |
| 35 | رجل السياسة: الأسس الاجتماعية للسياسة |             |        |
| 36 | سياسة افريقيا الخارجية |             |        |
| 37 | صور من مصر: رحلات في الجمهورية العربية المتحدة |             |        |
| 38 | عبدالله فيلبي: قطعة من تاريخ العرب الحديث |             |        |
| 39 | فرق... تخسر: ثورة العرب، 1955-1958 |             |        |
| 40 | كيف تفكر افريقية؟ |             |        |
| 41 | كيف نجح عبد الناصر |             |        |
| 42 | لمن تقرع الأجراس؟ |             |        |
| 43 | مذكرات إيدن: النص الكامل لمذكرات السير أنتوني إيدن رئيس وزراء بريطانيا السابق                                                                     |             |        |
|    | مذكرات الجنرال ديغول |             |        |
|    | مذكرات المارشال إيرل الكسندر القائد الأعلي لقوات الحلفاء في معارك الصحراء الغربية وشمال افريقيا وايطاليا في الحرب العالمية الثانية من، 1940- 1945 |             |        |
|    | مراكش بعد الاستقلال |             |        |
|    | مطارحات مكيافلي |             |        |
|    | مفارق الطرق إلى إسرائيل |             |        |
|    | نزع السلاح...مستقبل الانسانية |             |        |
|    | ونستون تشرشل |             |        |
|    | صور من أوربا : عرض لتيارات السياسية والفكرية الجديدة                                                                                              |             |        |
|    | عبد الله فيلبي، هاري سانت جون بريدجر، صانع الملوك                                                                                                 |             |        |